# Stenocladius
Stenocladius is een geslacht uit de familie glimwormen (Lampyridae). De wetenschappelijke naam van de soort werd voor het eerst geldig gepubliceerd in 1878 door Léon Fairmaire.

## Soorten
BioLib somt de volgende soorten op:
- Stenocladius azumai Nakane, 1981
- Stenocladius bicoloripes Pic, 1918
- Stenocladius ceylonicus Wittmer, 1979
- Stenocladius chinensis Geisthardt, 2004
- Stenocladius davidis Fairmaire, 1878
- Stenocladius distinctus (Bourgeois, 1909)
- Stenocladius fairmairei (Bourgeois, 1890)
- Stenocladius flavipennis Kawashima, 1999
- Stenocladius horni (Bourgeois, 1905)
- Stenocladius rufithorax Wittmer, 1995
- Stenocladius shirakii Nakane, 1981
- Stenocladius yoshikawai Nakane, 1981
- Stenocladius yoshimasai Kawashima, 1999